# Rudolf Flögel
Rudolf „Rudi“ Flögel (* 13. Dezember 1939 in Wien) ist ein ehemaliger österreichischer Fußball-Nationalspieler. Von 1958 bis 1972 war er für Rapid als Stürmer und Mittelfeldspieler aktiv. Insgesamt wurde er 40-mal in die österreichische Nationalmannschaft einberufen. Er ist der Vater des Fußballers Thomas Flögel.

## Karriere
Rudi Flögel begann seine Karriere 1952 beim FC Weißgärber und kam später zum A-Liga-Klub SK Rapid Wien, für den er 1958/59 debütierte. Bei Rapid wurde der filigrane Spieler zum Mittelfeldmotor, der zeitweise auch als Flügelstürmer zum Einsatz kam und sich durch seine Technik und Schusskraft auszeichnete. Bei den Hütteldorfern verbrachte Rudi Flögel den Großteil seiner Karriere, insgesamt 14 Spielzeiten, in denen er auch je viermal österreichischer Meister sowie Cupsieger werden konnte. International stehen das Europapokal-Halbfinale 1961 und zwei Viertelfinali 1967 und 1969 zu Buche.
In der österreichischen Nationalmannschaft debütierte Rudi Flögel am 29. Mai 1960 beim 4:1-Sieg über Schottland. Er wurde zum Stammspieler zur Zeit der Decker-Ära, erzielte sein erstes Teamtor beim 3:1-Sieg über die Sowjetunion vor 92.000 Zuschauern im Praterstadion. Bis 1969 spielte Rudi Flögel insgesamt 40-mal in der österreichischen Nationalmannschaft. Als eines seiner besten Spiele wird oft der 3:2-Sieg Österreichs über England im Wembley-Stadion 1965 genannt, bei dem er auch als Torschütze in Erscheinung trat. 
Zu seinem Karriereende wurde Rudi Flögel 1972/73 vom Nationalliga-Aufsteiger SV Admira Wiener Neustadt nach Niederösterreich geholt, wo allerdings der Klassenerhalt nicht gelang, sodass Rudi Flögel weiter zum 1. Simmeringer SC zog, für den er 1973/74 zum letzten Mal in der höchsten Liga auflief. Er blieb beim durch die umwälzende Reform in die nunmehr als „Nationalliga“ bezeichnete zweithöchste Spielstufe versetzten Simmeringern (die Rang 11 von 17 Klubs erreicht hatten), zunächst als Spieler, anschließend als Trainer. Weitere Stationen als Trainer waren etwa Neusiedl, Sportclub, Baden, Stockerau und Prater SV.

## Erfolge
- 1 × Europapokal-Semifinale: 1961 (CM)
- 2 × Europapokal-Viertelfinale: 1967 (CC) 1969 (CM)

- 4 × Österreichischer Meister: 1960, 1964, 1967, 1968
- 4 × Österreichischer Cupsieger: 1961, 1968, 1969, 1972

| Personendaten    | Personendaten                   |
| ---------------- | ------------------------------- |
| NAME             | Flögel, Rudolf                  |
| ALTERNATIVNAMEN  | Flögel, Rudi                    |
| KURZBESCHREIBUNG | österreichischer Fußballspieler |
| GEBURTSDATUM     | 13. Dezember 1939               |
| GEBURTSORT       | Wien                            |